# Pleymo
Pleymo — це французький ню-метал-гурт, утворений в 1997 році у Парижі. Разом з гуртом Silmarils, вони є першопрохідцями стилю репкор у Франції. Переважна більшість пісень заспівані французькою, але також є англомовні пісні та пісні змішаної мови. У себе на Батьківщині вони є одним з відоміших та визнаніших альтернативних гуртів. Загальний тираж продажів їх дисків становить понад 100 000 екземплярів. Поза Францією вони здобули певну популярність у Японії де видавалися їх альбоми, і куди вони приїжджали з гастролями.

## Дискографія

### Студійні альбоми
- Demo Album (Keçkispasse) (1998)
- Keçkispasse (1999)
- Episode 2: Medecine Cake (2002)
- Doctor Tank's Medicine Cake (2002)
- Rock (2003)
- Alphabet Prison (2006)

### Концертні альбоми
- (EP)Live (2002)
- Ce Soir C'est Grand Soir (2005)

### Сингли
- "New Wave" (2002)
- "Moddadiction" (2003)
- Divine Excuse (2003)
- On Ne Changera Rien (2004)
- Adrenaline (2006)
- L'instinct et l'envie (2006)